# Solifluctie

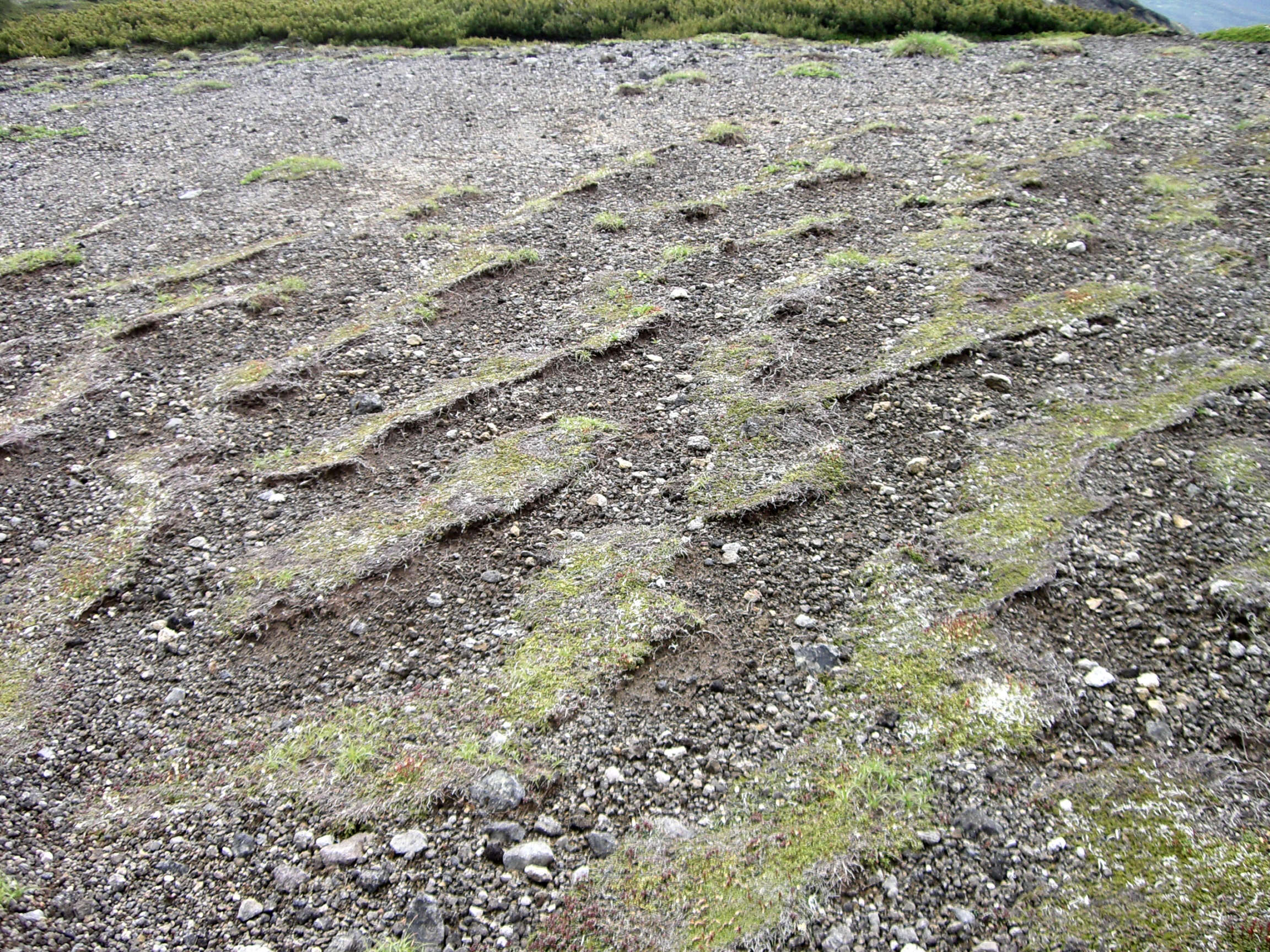
Voorbeeld van solifluctie in Japan

Solifluctie of bodemvloeiing is het verschijnsel dat een massa van met water verzadigd sediment langzaam afvloeit over een slecht doordringbare ondergrond. Het kan in elk klimaat voorkomen waar de grond door water is verzadigd. Wanneer het verschijnsel zich voordoet in periglaciale milieus op een permafrost ondergrond spreekt men meestal van gelifluctie.